# Tsekhog
Tsekhog, också känt som Zêkog, är ett härad i den autonoma prefekturen Huangnan i Qinghai-provinsen i västra Kina.
1. ↑  http://www.geohive.com/cntry/CN-63_ext.aspx